# Rappers Against Racism
Rappers Against Racism war ein deutsches Hip-Hop-Kollektiv, das 1998 in Kaiserslautern gegründet wurde.

## Geschichte
Das Projekt Rappers Against Racism geht auf eine Initiative von Rapper Joe Thompson (Down Low) und von Ronald Bähr vom Kaiserslauterner Hip-Hop-Label K-Town Records zurück. Der Gedanke war, verschiedene europäische Hip-Hop-Künstler zusammenzubringen sowie den gesellschaftlich weit verbreiteten Rassismus und damit zusammenhängende Diskriminierung aufgrund der Hautfarbe zu thematisieren. Die Zusammensetzung des Kollektivs war variabel, beteiligt waren neben Down Low u. a. La Mazz, Trooper Da Don, Jay Supreme (Culture Beat), die Dungeon Mastaz und die Rapperin Richele.
Die erste Single des Projekts war ein Cover von I Want to Know What Love Is und erschien im März 1998 im Vertrieb von ZYX Music. Im selben Jahr erschienen außerdem die Singles Key to Your Heart und Only You. Alle drei erreichten die deutschen Singlecharts. 1999 veröffentlichte die Gruppe die Single Sorry und das erste Album The Message. Gleichzeitig lancierte das italienische Label Baby Records sie in Italien, wo Only You im Sommer ebenfalls ein Charterfolg wurde und das Album (dort als Only You. The Album vermarktet) überraschend die Spitze der italienischen Charts erreichte.
Mit der Single Hiroshima meldeten sich die Rappers Against Racism im August 2000 zurück. 2001 veröffentlichte ZYX noch die ältere Single Streets of London, danach wurde es still um die Gruppe. 2003 brachte ZYX den Sampler Rappers Against Racism – The Message Vol. 2 heraus, der jedoch keinen Bezug zum ursprünglichen Projekt aufweist.

## Diskografie

### Alben
| Jahr | Titel                  | Höchstplatzierung, Gesamtwochen, AuszeichnungChartplatzierungen (Jahr, Titel, Platzierungen, Wochen, Auszeichnungen, Anmerkungen) | Höchstplatzierung, Gesamtwochen, AuszeichnungChartplatzierungen (Jahr, Titel, Platzierungen, Wochen, Auszeichnungen, Anmerkungen) | Höchstplatzierung, Gesamtwochen, AuszeichnungChartplatzierungen (Jahr, Titel, Platzierungen, Wochen, Auszeichnungen, Anmerkungen) | Höchstplatzierung, Gesamtwochen, AuszeichnungChartplatzierungen (Jahr, Titel, Platzierungen, Wochen, Auszeichnungen, Anmerkungen) | Anmerkungen                   |
| Jahr | Titel                  | DE | AT | CH | IT | Anmerkungen                   |
| ---- | ---------------------- | --- | --- | --- | --- | ----------------------------- |
| 1999 | The Message / Only You | — | — | — | IT1 (12 Wo.)IT | K-Town Records / Baby Records |

### Singles
| Jahr | Titel Album                                        | Höchstplatzierung, Gesamtwochen, AuszeichnungChartplatzierungen (Jahr, Titel, Album, Platzierungen, Wochen, Auszeichnungen, Anmerkungen) | Höchstplatzierung, Gesamtwochen, AuszeichnungChartplatzierungen (Jahr, Titel, Album, Platzierungen, Wochen, Auszeichnungen, Anmerkungen) | Höchstplatzierung, Gesamtwochen, AuszeichnungChartplatzierungen (Jahr, Titel, Album, Platzierungen, Wochen, Auszeichnungen, Anmerkungen) | Höchstplatzierung, Gesamtwochen, AuszeichnungChartplatzierungen (Jahr, Titel, Album, Platzierungen, Wochen, Auszeichnungen, Anmerkungen) | Anmerkungen                              |
| Jahr | Titel Album                                        | DE | AT | CH | IT | Anmerkungen                              |
| ---- | -------------------------------------------------- | --- | --- | --- | --- | ---------------------------------------- |
| 1998 | I Want to Know What Love Is The Message / Only You | DE36 (9 Wo.)DE | AT20 (11 Wo.)AT | — | — | feat. Down Low, La Mazz & Scream Factory |
| 1998 | Key to Your Heart The Message / Only You           | DE79 (1 Wo.)DE | — | — | — |                                          |
| 1998 | Only You The Message / Only You                    | DE59 (6 Wo.)DE | — | — | IT13 (3 Wo.)IT | feat. Trooper Charteinstieg IT 1999      |

Weitere Singles
- Sorry (1999)
- Hiroshima (2000; feat. Jay Supreme & La Mazz)
- Streets of London (2001; feat. Cynthia Hemmingway)

## Belege
1. 1 2 3  Rappers Against Racism Biography. T-Music, archiviert vom Original (nicht mehr online verfügbar) am 9. Dezember 2012; abgerufen am 15. März 2005 (englisch, keine Mementos).  Info: Der Archivlink wurde automatisch eingesetzt und noch nicht geprüft. Bitte prüfe Original- und Archivlink gemäß Anleitung und entferne dann diesen Hinweis.
2. ↑  Biografia di Rappers Against Racism. In: Rockol.it. Abgerufen am 31. März 2020 (italienisch).
3. ↑  Guido Racca & Chartitalia: Top 100 FIMI Album. Lulu, 2013, S. 159.
4. ↑  Chartquellen (Singles):
  - Rappers Against Racism. In: Offizielle deutsche Charts. GfK Entertainment, abgerufen am 31. März 2020.
  - Songs von Rappers Against Racism. In: Austriancharts.at. Hung Medien, abgerufen am 31. März 2020.
  - Guido Racca & Chartitalia: Top 100 FIMI Singoli. Lulu, 2013, S. 138.